# Jette Hejli Sørensen
Jette Hejli Sørensen, danska veslačica, * 25. marec 1961, Odense.
Sørensenova je bila krmarka v danskem dvojnem četvercu s krmarjem, ki je na poletnih olimpijskih igrah 1984 v Los Angelesu osvojil bronasto medaljo.